# Улучшенный реактор с газовым охлаждением

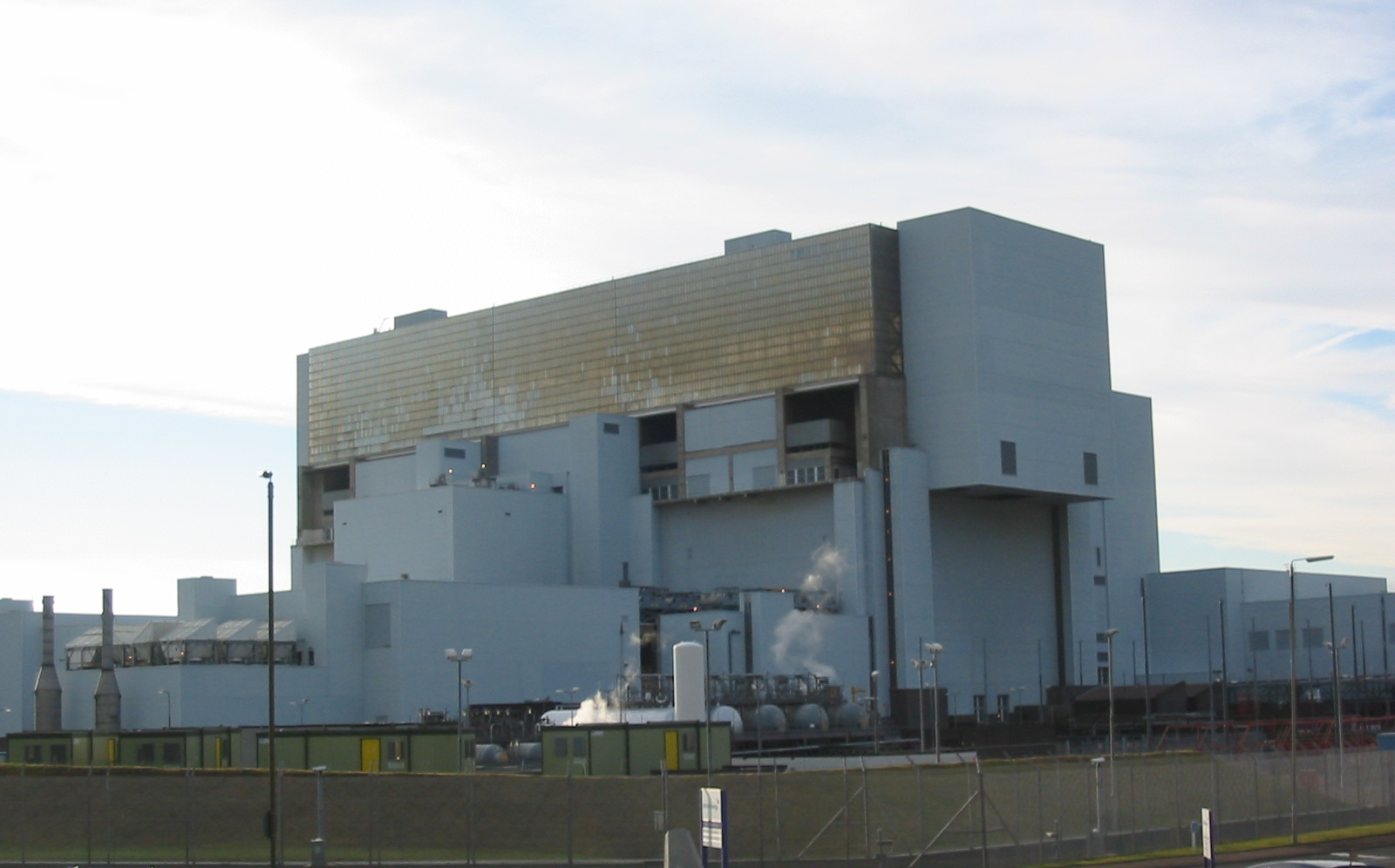
AGR атомная станция в Торнесс

Улу́чшенный реа́ктор с га́зовым охлажде́нием или (англ. Advanced gas-cooled reactor (AGR)) - это тип ядерного реактора на тепловых нейтронах, разработанного и построенного в Англии . Это второе поколение британских ядерных реакторов с газовым охлаждением, с использованием графита в качестве замедлителя нейтронов и углекислого газа в качестве теплоносителя. AGR был разработан на основе реакторов типа Magnox.
AGR сохранил графитовый замедлитель Магнокс и теплоноситель CO2, но увеличил свою рабочую температуру, чтобы повысить эффективность при преобразовании в пар. Пар, который он производил, был намеренно идентичным тому, что генерировался на угольных ТЭЦ, позволяя использовать те же турбины и оборудование для генерации. На начальных этапах проектирования системы конструкторы  были вынуждены сменить бериллий, применяемый в качестве защитной оболочки для урановых топливных элементов на нержавеющую сталь. Сталь имеет более высокое ядерное сечение реакции, и это изменение повлекло изменение топлива с природного урана на обогащённое урановое топливо для поддержания критичности. В рамках этого изменения новый проект имел более высокий уровень выгорания 18 000 МВт / сут. на тонну топлива, требуя менее частых заправок.
Первый прототип AGR  был запущен в 1963 году, но первый коммерческий только в 1976. В общей сложности 14 реакторов были построены на шести объектах с 1976 по 1988 годы. Все они сконфигурированы с двумя реакторами в одном здании. Каждый реактор имеет расчётную тепловую мощность 1500 МВт, управляя турбогенератором в 660 МВт. Различные станции AGR производят на выходе в диапазоне от 555 МВт до 670 МВт, некоторые из них работают ниже проектной мощности из-за эксплуатационных ограничений. Все они используют топливо Westinghouse.

## Устройство
1. Charge tubes
2. Control rods
3. Graphite moderator
4. Fuel assemblies
5. Concrete pressure vessel and radiation shielding
6. Gas circulator
7. Water
8. Water circulator
9. Heat exchanger
10. Steam

Schematic diagram of the Advanced Gas-cooled Reactor. Note that the heat exchanger is contained within the steel-reinforced concrete combined pressure vessel and radiation shield.

Сравнение размера AGR-реактора с другими

Конструкция AGR такова, что пар, полученный при работе реактора, такой же, как и на традиционных угольных электростанциях, поэтому AGR может использовать те же турбогенераторы. Средняя температура теплоносителя на выходе из реактора 648 °C. Чтобы получить эти высокие температуры, но при этом обеспечить полезный срок службы графита (графит окисляется легко в CO2 при высокой температуре), рециркулирующий поток теплоносителя при более низкой температуре на выходе из котла  в 278 °C используется для охлаждения графита, гарантируя, что температура графитового сердечника не слишком сильно отличается от температуры, наблюдаемой на станции Магнокс. Температура и давление на выходе парогенератора составляли 170 бар и 543 °C.
В качестве топлива используются гранулы диоксида урана, обогащённого до 2,5-3,5 %, в ТВЭЛах из нержавеющей стали. Первоначальной концепцией дизайна AGR было использование покрытия на основе бериллия. Когда это оказалось непригодным из-за его хрупкости, уровень обогащения топлива был повышен, чтобы компенсировать высокий уровень потерь нейтронов в оболочке из нержавеющей стали. Это значительно увеличило стоимость электроэнергии, производимой AGR.  Теплоноситель циркулирует через сердечник, достигая 640 °C (1,184 °F) и давлении около 40 бар, а затем проходит через узлы бойлера (парогенератора) вне активной зоны, но всё ещё находится внутри стального баллона, сосуда высокого давления. Управляющие стержни проникают в графитовый замедлитель, а вторичная система включает в себя впрыскивание азота в теплоноситель для снижения температуры в реакторе. Система третичного останова, которая работает путём впрыскивания борных шариков в реактор, включается в случае сброса давления в реакторе при недостаточном опускании управляющих стержней. Это означало бы, что давление азота нельзя поддерживать.

AGR был спроектирован так, чтобы иметь высокий КПД — около 41%, что лучше, чем у водо-водяных реакторов, которые имеют типичный термический КПД 34%. Это связано с более высокой температурой выхода теплоносителя около 640 °C  (1,184 °F), типичной для газового теплоносителя, по сравнению с примерно 325 °C (617 °F) для PWR. Однако ядро реактора должно быть больше при одинаковой выходной мощности, а коэффициент выгорания топлива при высвобождении ниже, поэтому топливо используется менее эффективно, что является платой за высокий КПД.
Подобно реакторам Магнокс, CANDU и РБМК, и в отличие от водо-водяных реакторов, AGR предназначены для заправки топливом без остановки самого реактора. Это было важным аргументом при выборе в пользу AGR по сравнению с другими типами реакторов, а в 1965 году разрешила Центральному управлению электроэнергетики (CEGB) и правительству утверждать, что AGR будет производить электроэнергию дешевле, чем лучшие угольные ТЭЦ. Однако проблемы с вибрацией топливных сборок возникли во время дозаправки на полной нагрузке при полной мощности, поэтому в 1988 году правительством был запрещён такой вид заправки до середины 1990-х годов, когда дальнейшие испытания привели к тому, что топливный стержень застрял в активной зоне реактора. Только дозаправка при частичной нагрузке или при выключении реактора теперь выполняется в AGR.
В предварительно напряжённом бетонном сосуде высокого давления содержится ядро реактора и котлы. Чтобы свести к минимуму количество проникновений в сосуд (и, следовательно, уменьшить количество возможных мест утечек), котлы имеют сквозную конструкцию, где всё кипячение и перегрев осуществляются внутри труб котла. Это требует использования ультрачистой воды для минимизации образования солей в испарителе и последующих проблем с коррозией.
AGR была представлена как превосходная британская альтернатива американским проектам с лёгкими водными реакторами. Это подавалось как развитие определённо (если не экономически) успешного дизайна Магнокс и было выбрано из множества конкурирующих британских альтернатив - гелиевого высокотемпературного реактора, SGHWR и реактора-размножителя - также как американские легководные с повышенным давлением и реакторы кипящей воды (PWR и BWR) и канадские проекты CANDU. CEGB провела детальную экономическую оценку конкурирующих проектов и пришла к выводу, что предлагаемая AGR для Дандженесс B будет генерировать самое дешёвое электричество, дешевле любого конкурирующего проекта и лучших угольных станций.

## Характеристики AGR
Могут и будут отличаться от реальных, из технической документации:
| Характеристика                                        | Дандженесс B | Хартлпул  | Торнесс   |
| ----------------------------------------------------- | ------------ | --------- | --------- |
| Тепловая мощность реактора, МВт                       | 1496         | 1500      | 1623      |
| Электрическая мощность блока, МВт                     | 660          | 660       | 660       |
| КПД блока, %                                          | 41.6         | 41,1      | 40,7      |
| Количество топливных каналов в реакторе               | 408          | 324       | 332       |
| Диаметр активной зоны                                 | 9,5 м        | 9,3 м     | 9,5 м     |
| Высота активной зоны                                  | 8,3 м        | 8,2 м     | 8,3 м     |
| Среднее давление газа                                 | 32 бар       | 41 бар    | 41 бар    |
| Средняя температура входящего газа °C                 | 320          | 286       | 339       |
| Средняя температура выходящего °C                     | 675          | 648       | 639       |
| Общяя подача газа                                     | 3378 кг/с    | 3623 кг/с | 4067 кг/с |
| Используемое топливо                                  | UO2          | UO2       | UO2       |
| Вес урана в тоннах                                    | 152          | 129       | 123       |
| Внутренний диаметр баллона (сосуда) высокого давления | 20 м         | 13,1 м    | 20,3 м    |
| Высота балона                                         | 17,7 м       | 18,3 м    | 21,9 м    |
| Количество газовых нагнетателей                       | 4            | 8         | 8         |
| Турбин высокого давления                              | 1            | 1         | 1         |
| Турбин среднего давления                              | 2            | 2         | 2         |
| Турбин низкого давления                               | 6            | 6         | 4         |
| Число подогревателей воды                             | 4            | 4         | 4         |

## История

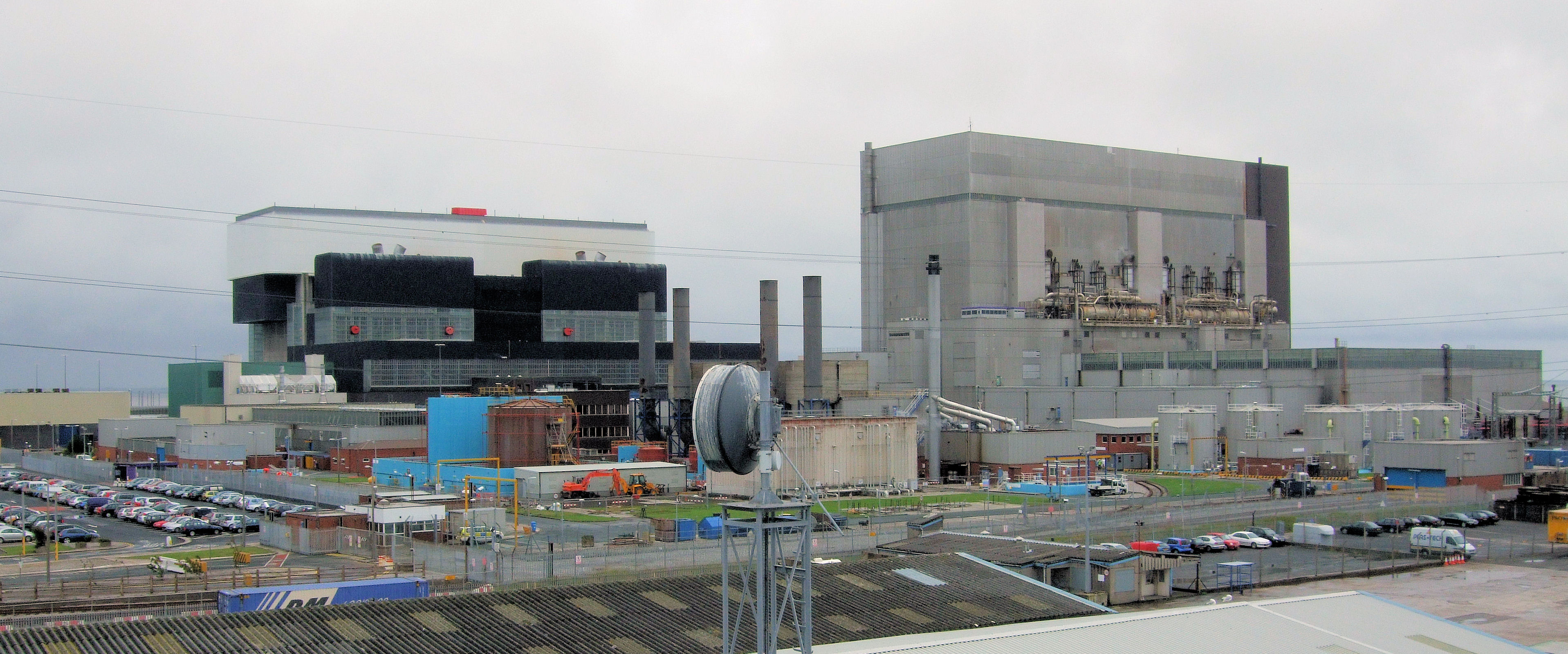
Две атомные станции с 4 реакторами в Хейшем

Были большие надежды на дизайн AGR. Вскоре была развёрнута амбициозная программа строительства пяти двух-реакторных станций, Дандженесс B, Хинкли-Пойнт B, Хантерстон B, Хартлпул и Хейшем, и также предполагались заказы строительства в других странах. Однако конструкция AGR оказалась слишком сложной для постройки вне страны и сложной для строительства на месте. Начавщиеся в то время проблемы с работниками и профсоюзами осложняли ситуацию. Ведущая станция Дандженесс B была заказана в 1965 году с заданной датой завершения 1970 года. После проблем с почти каждым аспектом конструкции реактора она наконец начала производить электричество в 1983 году, опоздав на 13 лет.  Следующие конструкции реактора на Хинкли-Пойнт B и Хантерстон B были значительно улучшены от оригинальной конструкции и были введены в эксплуатацию ранее чем Дандженесс. Следующий проект AGR в Хейшем и Хартлпул стремился снизить общую стоимость проектирования за счёт сокращения площади станции и количества вспомогательных систем. Последние два AGR в Торнесс и Хейшем 2 вернулись к модифицированному дизайну Хинкли-Пойнт B и зарекомендовали себя как самые успешные. Бывший советник по экономическим вопросам, Дэвид Хендерсон, описал программу AGR как одну из двух наиболее дорогостоящих ошибок, связанных с финансированием правительством Великобритании, наряду с Конкорд.
Когда правительство начало приватизировать электроэнергетическую отрасль в 1980-х годах, анализ затрат для потенциальных инвесторов показал, что реальные эксплуатационные расходы были занижены на протяжении многих лет. Затраты на вывод из эксплуатации были особенно недооценены. Эти неопределённости привели к тому, что атомные станции были исключены из приватизации в то время.
В октябре 2016 года было объявлено, что супер-шарнирные управляющие стержни будут установлены в Хантерстоне Б и Хинкли-Пойнте Б из-за опасений относительно стабильности графитовых сердечников реактора. Управление по ядерному регулированию (ONR) выразило озабоченность по поводу количества трещин в шпоночных канавках, которые блокируют графитовые кирпичи в ядре. Необычное событие, такое как землетрясение, может дестабилизировать графит, так что обычные стержни управления, закрывающие реактор, не могут быть вставлены. Суперсочленённые управляющие стержни должны вставляться даже в дестабилизированное ядро.

## AGR реакторы Великобритании
| Название     | Энергоблоки | Мощность, МВт (Брутто) | Начало строительства | Пуск | Закрытие |
| ------------ | ----------- | ---------------------- | -------------------- | ---- | -------- |
| Дандженесс   | В1          | 615                    | 1965                 | 1983 | 2021     |
| Дандженесс   | В2          | 615                    | 1965                 | 1985 | 2021     |
| Торнесс      | 1           | 682                    | 1980                 | 1988 | 2028     |
| Торнесс      | 2           | 682                    | 1980                 | 1989 | 2028     |
| Уиндскейл    | 1           | 36                     | 1958                 | 1963 | 1981     |
| Хантерстон B | B1          | 644                    | 1967                 | 1976 | 2021     |
| Хантерстон B | B2          | 644                    | 1967                 | 1977 | 2022     |
| Хартлпул     | 1           | 655                    | 1968                 | 1984 | 2026     |
| Хартлпул     | 2           | 655                    | 1968                 | 1983 | 2026     |
| Хейшем       | А1          | 625                    | 1970                 | 1983 | 2026     |
| Хейшем       | А2          | 625                    | 1970                 | 1984 | 2028     |
| Хейшем       | В1          | 680                    | 1980                 | 1988 | 2030     |
| Хейшем       | В2          | 680                    | 1980                 | 1988 | 2030     |
| Хинкли-Пойнт | В1          | 655                    | 1967                 | 1976 | 2022     |
| Хинкли-Пойнт | В2          | 655                    | 1967                 | 1976 | 2022     |